# River Volley Piacenza
River Volley Piacenza war ein italienischer Frauen-Volleyballverein aus Piacenza, der in der italienischen Serie A1 spielte.

## Geschichte
Der Verein wurde 1983 in Rivergaro gegründet und spielte ab 2003 in der Serie A2. Nach einer Saison 2006/07 in der Serie A1 und dem Umzug nach Piacenza stiegen die Frauen 2009 erneut in die höchste italienische Spielklasse auf und spielten seit 2011 in der Spitzengruppe mit. 2013 und 2014 gewannen sie das italienische Double aus Meisterschaft und Pokalsieg.
Der Verein übernahm in seiner Geschichte regelmäßig die Namen der Hauptsponsoren in den Vereinsnamen, unter anderem: Libertas-River Volley, Rebecchi River Volley, Rebecchi Cariparma, RebecchiLupa Piacenza, Rebecchi Nordmeccanica, Liu Jo Nordmeccanica.
2018 wurde der Verein aufgelöst.